# トドメの一撃
『トドメの一撃 feat. Cory Wong』（トドメのいちげき フィーチャリング コーリー・ウォン）は、日本のシンガーソングライター・Vaundyの楽曲。SDR / Sony Music Labelsより2023年10月8日に配信限定シングルとしてリリースされた。

## 概要
前作『ZERO』から9日でのリリース。
テレビ東京系アニメ『SPY×FAMILY』Season2エンディングテーマとして書き下ろされた楽曲。アニメのタイアップは「CHAINSAW BLOOD」以来約1年ぶりである。
ギタリストとしてコーリー・ウォンが参加している。
2023年12月1日放送の「ミュージックステーション」に初出演し、本楽曲を含む3曲をパフォーマンスした。

## ミュージックビデオ
配信開始と同時にYouTubeに公開された。俳優の長澤まさみが出演しており、沈みゆく豪華客船を舞台にしたストーリーがモノクロの映像で描き出されている。監督は児玉裕一。
彼の生み出す世界観は自由で果てしなく現実味を忘れない。
沢山の人を魅了する者が持つその吸引力に私もまた引っ張り上げられた気がします。

## 収録曲
| #  | タイトル                         | 作詞・作曲 | 時間  |
| -- | -------------------------------- | ---------- | ----- |
| 1. | 「トドメの一撃 feat. Cory Wong」 | Vaundy     | 05:11 |

## タイアップ
- テレビ東京系アニメ『SPY×FAMILY』Season2エンディングテーマ曲[5]

## 収録アルバム
|                                                         |                     |  |
| 『replica Disc 2』 収録曲                               |                     |  |
| \| そんなbitterな話 （19） \| トドメの一撃 （20） \| \| |                     |  |
| そんなbitterな話 （19）                                 | トドメの一撃 （20） |  |